# Lampona spec
Lampona spec là một loài nhện trong họ Lamponidae. Loài này được phát hiện ở Queensland.